# Damião Vaz d'Almeida
Damião Vaz d'Almeida (28 april 1951) is een Santomees politicus.
De van Principe afkomstige d'Almeida werd in 1995 de eerste president van de autonome provincie Principe (República Autónoma de Príncipe) namens de Beweging voor de Bevrijding van Sao Tomé en Principe (Movimento de Libertação de São Tomé e Príncipe-Partido Social Democrata). Deze functie zou hij vervullen totdat hij in 2002 Minister van Arbeid en Werkgelegenheid werd in de landelijke regering van Gabriel Arcanjo da Costa. In 2004 werd d'Almeida benoemd tot premier en leidde daar een coalitie van MLSTP-PSD en ADI. In 2005 bood hij zijn ontslag aan vanwege een conflict met president Fradique de Menezes.
Damião Vaz d'Almeida (1995–2002) · Zeferino dos Prazeres (2002–2006) · João Paulo Cassandra (2006) · José Cassandra (2006–2020) · Filipe Nascimento (2020–)
Leonel Mário d'Alva (1974–1975) · Miguel Trovoada (1975–1979) · geen (1979–1988) · Celestino Rocha da Costa (1988–1991) · Daniel Lima dos Santos Daio (1991–1992) · Norberto d'Alva Costa Alegre (1992–1994) · Evaristo Carvalho (1994) · Carlos Graça (1994–1995) · Armindo Vaz d'Almeida (1995–1996) · Raul Bragança Neto (1996–1999) · Guilherme Posser da Costa (1999–2001) · Evaristo Carvalho (2001–2002) · Gabriel Arcanjo da Costa (2002) · Maria das Neves (2002–2004) · Damião Vaz d'Almeida (2004–2005) · Maria do Carmo Silveira (2005–2006) · Tomé Vera Cruz (2006–2008) · Patrice Trovoada (2008) · Joaquim Rafael Branco (2008–2010) · Patrice Trovoada (2010–2012) · Gabriel Arcanjo da Costa (2012–2014) · Patrice Trovoada (2014–2018) · Jorge Bom Jesus (2018–2022) · Patrice Trovoada (2022–2025) · Ilza Amado Vaz (2025) · Américo Ramos (2025–heden)